# شرکت تولیدکنندگان قالی شرقی

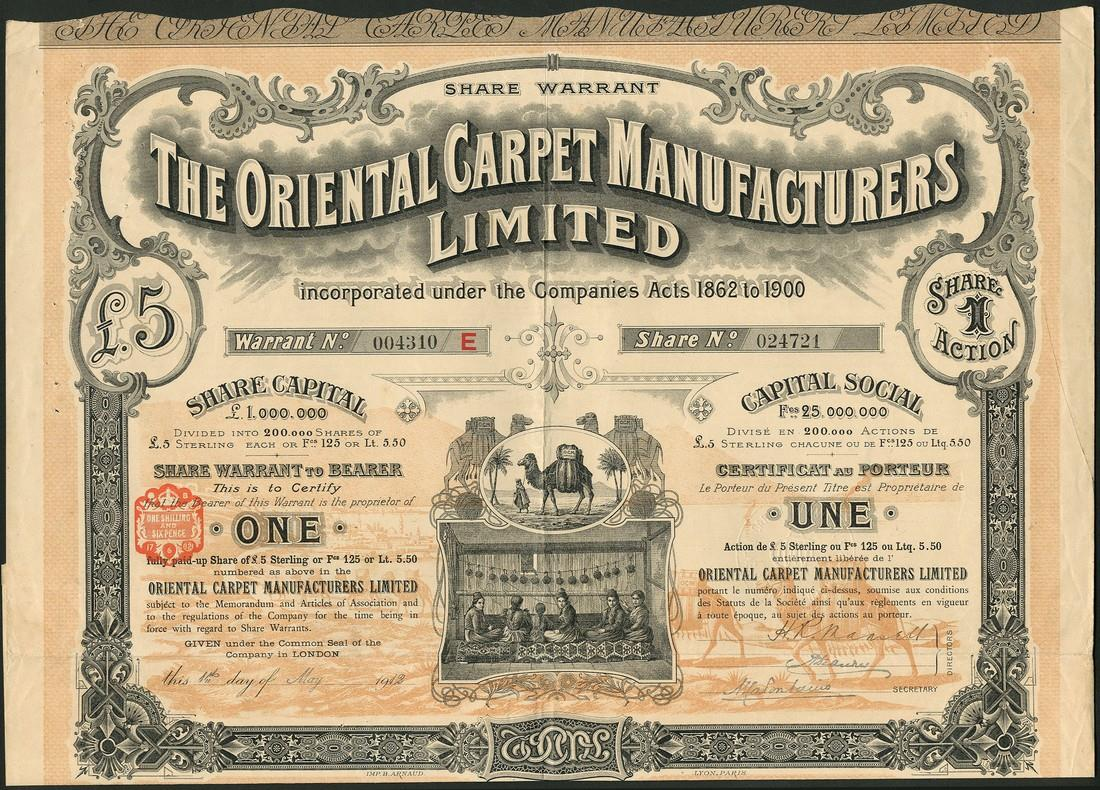
برگ گواهی سهام شرکت تولیدکنندگان قالی شرقی

شرکت تولیدکنندگان قالی شرقی  (The Oriental Carpet Manufacturers (OCM شرکتی چند ملیتی بود که در سال ۱۹۰۷ در لندن به ثبت رسید.صاحبان شش شرکت اروپایی شاغل به تولید و صادرات فرش در ترکیه عثمانی برای مقابله با رقابت و تأمین سرمایه لازم برای گسترش فعالیت‌هایشان این شرکت را تأسیس کردند. شرکت‌های مؤسس پی دی آندریا و شرکا(ثبت شده در اسمیرنا در ۱۸۳۶), جی پی و جی بیکر(۱۸۷۸ لندن), هابیف و پولاکو (۱۸۴۰ اسمیرنا), سیدنی لافونتن (اسمیرنا۱۸۸۰), تی ای اسپارتلی و شرکا (۱۸۴۲ اسمیرنا) و سایکس و شرکا (اسمیرنا ۱۹۰۲)بودند.

## دفاتر فروش
ذفاتر فروش شرکت در ۱۹۰۸ در قاهره و اسکندریه، ۱۹۱۰ بوینوس آیرس و تورنتو, ۱۹۱۴ سیدنی، ۱۹۲۰ بارسلونا، ۱۹۲۸ میلان و ۱۹۲۹ در وین گشوده شدند.

## پایان کار
در سال ۱۹۷۰ رالی اینترنشنال شرکت مادر او سی ام زمام امور خود را به بوواتر سپرد که در آن زمان از تولیدکنندگان بزرگ کاغذ بود. در ۱۹۸۶ شرکت هری تیبل او سی ام را از بوواتر خرید و بعد از ادغام آن با شرکت کیام شرقی, ای کی او سی ام را ایجاد کرد که در ۱۹۹۹ ورشکست شد.

## کتاب‌ها
کتاب سه شتران روانه به اسمیرنا به قلم آنتونی وین تاریحچه این شرکت از بدو تأسیس تا ادغام آن را تشریح می‌کند.